# 从江县
25°45′11″N 108°54′20″E / 25.75306°N 108.90556°E
从江县是中国贵州省黔东南苗族侗族自治州下辖的一个县。位于贵州东南部，县政府驻丙妹镇。
邻接的县市有：东边广西壮族自治区三江侗族自治县，南边广西壮族自治区融水苗族自治县、环江毛南族自治县，西边荔波县、榕江县，北边黎平县。
从江县地势以都柳江为横轴两翼递升，山地面积2963平方公里，占总面积的91.34%，坝子面积64平方公里，占2%，河流滩涂面积约占4%。县内河流属珠江水系，干流都柳江由北向南横贯全境，县内河段长为66公里。
从江侗乡稻鱼鸭系统经联合国粮食及农业组织确定为全球重要农业文化遗产。

## 历史沿革
元为福禄永从、西山大洞等处，属思州军民安抚司。
明洪武三年（1370年）置福禄永从长官司，属思州宣慰司；永乐五年（1407年）置西山阳洞长官司，属思州宣慰司；六年（1408年）增设二长官司吏目；十二年（1414年）以福禄永从、西山阳洞二司隶黎平府；正统六年（1441年）改福禄永从、西山阳洞蛮夷长官司为永从县，属黎平府。
清康熙二十二年（1693年）废西山阳洞长官司；雍正十年（1732年）添设永从县承一员，分驻丙妹，又移黎平府潭溪司吏司驻下江；乾隆三十六年（1771年）以贵阳府通判驻下江，改为黎平府下江通判，置下江厅。清朝末年，从江县地分属永从县、下江厅、开泰县和潭溪司。
民国二年（1913年）改下江厅为下江县，与永从县均属黔东道；开泰县和潭溪司并入黎平县，从江县地亦分隶永从县、下江县和黎平县。三年（1914年）以丙妹县承地置丙妹分县，属从江县；二十四年（1935年）下江县属第十行政督察区；二十五年改属第八行政督察区；同年撤丙妹分县，并入永从县；二十六年（1937年）以后，永从、下江两县属第二行政督察区；三十年（1941年）撤永从，以东北地入黎平，西南地入下江。并永从、下江二县为从江县（以永从、下江各取一字为名），从江之名始此。
1950年12月5日，中共占领从江。12月26日从江县人民政府成立，驻丙妹镇。隶属独山专区。1952年12月，独山专区改称都匀专区，从江县即属都匀专区。1956年4月28日，从江县由都匀专区划归黔东南苗族侗族自治州管辖。
1958年12月29日，从江县并入榕江县。1961年8月18日恢复从江县建置。
2012年至今，往洞乡撤乡设镇。调整后，全县辖8个镇、13个乡（其中3个民族乡）。

## 行政区划
从江县下辖12个镇、4个乡、3个民族乡：
丙妹镇、贯洞镇、洛香镇、下江镇、宰便镇、西山镇、停洞镇、往洞镇、加鸠镇、斗里镇、庆云镇、东郎镇、高增乡、谷坪乡、刚边壮族乡、加榜乡、秀塘壮族乡、翠里瑶族壮族乡和加勉乡。
其中省级开发区贵州省洛贯经济开发区管辖洛香镇、贯洞镇和庆云乡。

## 交通状况

### 铁路
- 贵广高铁：从江站

### 公路
- 国道： 321国道
- 省道： 202省道
- 高速： 厦蓉高速、 松从高速
- 公交：城区已开通1、2、3路公交车

### 水路
都柳江-珠江水系：从江港

## 教育资源

### 职中
- 从江县中等职业技术学校

### 高中
- 从江县第一中学
- 从江县第三中学

### 初中
- 从江县第二中学
- 从江县贯洞中学
- 从江县西山中学
- 从江县下江中学
- 从江县停洞中学
- 从江县洛香中学
- 从江县宰便中学
- 从江县往洞中学
- 从江县东朗中学
- 从江县斗里中学
- 从江县高增中学
- 从江县加勉中学
- 从江县庆云中学
- 从江县光辉中学
- 从江县谷坪中学
- 从江县加榜中学
- 从江县加鸠中学
- 从江县雍里中学
- 从江县翠里中学
- 从江县刚边中学
- 从江县秀塘中学

### 小学
只列县城内的小学
- 从江县城关一小
- 从江县城关二小
- 从江县城关三小

## 旅游资源
- 岜沙苗寨，岜沙苗寨位于县城以南约6公里处，岜沙苗族是苗族的一个分支，其持枪获得中国公安部特别批准，有“中国最后一个枪手部落”之称[4]
- 小黄村，中国侗族大歌发源地，中国文化部命名为“中国民间文化艺术之乡”
- 增冲鼓楼，全国重点文物保护单位之一
- 占里村，“中国人口文化第一村”
- 瑶族医药，第二批国家级非物质文化遗产名录
- 月亮山梯田